# Detektivbyrån
I Detektivbyrån ("agenzia investigativa", in italiano) sono stati un trio svedese di musica electro-folk proveniente da Göteborg.

## Storia
I componenti del gruppo erano Anders "Fiandre" Molin, Martin "MacGyver" Molin e Jon Nils Emanuel. I tre, cresciuti insieme nella città di Karlstad situata nella Contea di Värmland, formano il gruppo solo quando si trasferiscono a Göteborg nel 2005. L'utilizzo di strumenti inusuali come la fisarmonica e il glockenspiel è stato ispirato, oltre che dalle tradizioni musicali della contea di Värmland, dall'influenza della colonna sonora del compositore francese Yann Tiersen per il film Il favoloso mondo di Amélie. Inizialmente la band suonava per le strade e aveva quindi bisogno di strumenti facilmente trasportabili come appunto il glockenspiel.
Tra il 2006 e il 2008 il gruppo è stato in tour e ha partecipato anche in varie radio e tv svedesi ed anche stata invitata in un programma di MTV Europe. Il 3 settembre 2008, i Detektivbyrån pubblicano il loro primo album in studio Wermland. Il gruppo viene nominato per due premi Grammis - l'equivalente svedese dei Grammy Awards - come gruppo esordiente dell'anno e musica popolare dell'anno nel 2008. Inoltre viene nominato per un premio al Manifestgalan come miglior live act del 2008.
Il gruppo contribuisce poi anche alla colonna sonora del film statunitense Tenure. Nel febbraio 2009 Jon Nils Emanuel Ekström lascia la band che stava lavorando sul futuro album provvisoriamente chiamato Beyond. Nell'agosto 2010 il gruppo si scioglie con un comunicato reso noto sul suo sito ufficiale.

## Formazione
- Anders "Fiandre" Molin - fisarmonica, contenitore di musica
- Martin "MacGyver" Molin - glockenspiel, traktofon, piano giocattolo, theremin
- Jon Nils Emanuel - tamburi Ekström, cassa di risonanza, campanelli

## Discografia

### Album
- 2008 - E18 Album
- 2008 - Wermland

### EP
- 2006 - Hemvägen

### Singoli
- 2007 - Detektivbyrån - Hemstad (split con Hemstad)
- 2007 - Lyckans Undulat